# Harry Martinson
Harry Martinson (Jämshög, 1904. május 6. – Stockholm, 1978. február 11.) Nobel-díjas svéd író, költő.

## Élete
Fiatalon elvesztette szüleit, emiatt nevelőintézetbe került. Tizenhat évesen megszökött az intézetből, s egy hajón lett matróz. A következő években bejárta a világ tengereit, járt többek közt Brazíliában és Indiában is. Tüdőproblémák miatt fel kellett hagynia a matrózélettel, visszatért Svédországba, ahol sokáig nem talált munkát. Itt is sokat utazott, néha csavargóként élt. 21 éves korában csavargás miatt letartóztatták a lundi Lundagård-parkban.
Költőként 1929-ben debütált, Artur Lundkvist, Gustav Sandgren, Erik Asklund és Josef Kjellgren társaságában jelentette meg a Fem unga című kötetet, amely az első modernista kötet volt Svédországban. Költészetére a nyelvi innováció és a metaforák gyakori használata jellemző. A természet iránt érzett szeretetet mély humanizmussal kombinálta alkotásaiban. Első igazi sikerét 1935-ben, félig önéletrajzi ihletésű Nässlorna blomma című regényével aratta, amelyben egy fiatal városi fiú szembesül a nehéz vidéki körülményekkel. E munkáját több, mint harminc nyelvre fordították le. 
Vägen till Klockrike című, 1948-as regénye szintén hatalmas siker volt, s 1949-ben Martinson lett az első proletáríró, akit a Svéd Akadémia tagjának választottak. Egyik legjelentősebb munkája az Aniara költői ciklus, amely az Aniara űrhajó története, amely egy űrutazás során letér pályájáról, s céltalanul sodródik az űrben. A mű 1956-ban jelent meg, Karl-Birger Blomdahl 1959-ben operát  írt belőle.
1929-ben feleségül vette Moa Martinsont, akivel a stockholmi anarchista újság, a Brand szerkesztőségében találkozott, házasságuk 1940-ig tartott. 1934-ben a Szovjetunióba utazott. 1942-ben ismét megnősült, második felesége Ingrid Lindcrantz (1916-1994) volt.
1974-ben Eyvind Johnsonnal megosztott Nobel-díjat kapott. Mivel mindketten a Svéd Akadémia tagjai voltak, a díj odaítélése sokak szerint ellentmondásos volt. A díjat odaítélő testületben 1974-ben Saul Bellow, Graham Greene és Vladimir Nabokov voltak a legkedveltebb jelöltek. Az érzékeny Martinson nem tudott megbirkózni a kitüntetését követő kritikákkal, ezért a stockholmi Karolinska Egyetemi Kórházban öngyilkosságot követett el, egy ollóval felmetszette a hasfalát, szeppukuhoz hasonló módon.

## Magyarul megjelent művei
- Messzi volt Klockrike; ford., utószó Kúnos László; Magvető, Budapest, 1977 (Világkönyvtár)
- Virágzik a csalán; ford. Lontay László, versford. Tótfalusi István, utószó, jegyz. Kúnos László; Európa, Budapest, 1977
- Úton a tenger felé. Regény; ford. Jávorszky Béla; Európa, Budapest, 1986
- Skandináv költők (több verse, szerkesztette Hajdu Henrik, Magvető Kiadó, 1964)
- Skandináv költők antológiája (több verse, szerkesztette Bernáth István, Kozmosz Könyvek, 1967)
- Észak-európai népek irodalma (több verse, szerkesztette Bernáth István, Tankönyvkiadó, 1970)
- Aniara (részletek a ciklusból, Galaktika 15., 1975)

## Fordítás
- Ez a szócikk részben vagy egészben  a   Harry Martinson című angol Wikipédia-szócikk ezen változatának fordításán alapul.  Az eredeti cikk szerkesztőit annak laptörténete sorolja fel. Ez a jelzés csupán a megfogalmazás eredetét és a szerzői jogokat jelzi, nem szolgál a cikkben szereplő információk forrásmegjelöléseként.